# Magister memoriae
Il magister memoriae fu un funzionario dell'amministrazione tardo imperiale romana.
Probabilmente andò a sostituire il segretario a memoria; è attestato negli anni 290 e fu quindi probabilmente una figura introdotta da Diocleziano. Era superiore al magister epistularum e al magister libellorum, e come questi si occupava delle petizioni rivolte all'imperatore, con la funzione di compilare dei riassunti a uso dell'imperatore sulle questioni discusse.
Tra i magistri memoriae più famosi si possono citare l'oratore Eumenio, il filosofo Saturnino Secondo Salustio e gli storici Eutropio e Rufio Festo.